# 7-я гвардейская миномётная дивизия
7-я гвардейская миномётная дивизия — гвардейское соединение РККА Вооружённых Сил СССР в Великой Отечественной войне.
Полное действительное наименование формирования, по окончании Великой Отечественной войны — 7-я гвардейская Ковенская Краснознамённая орденов Суворова и Кутузова миномётная дивизия.
Сокращённое действительное наименование, применяемое в рабочих документах — 7 гв. минд.

## История

### Формирование
Гвардейская миномётная дивизия сформирована в Москве в феврале 1943 года по приказу Народного Комиссара Обороны Союза ССР как 7-я тяжёлая гвардейская миномётная дивизия.
На основном вооружении Гвардейских миномётных бригад состояли пусковые установки для тяжёлых фугасных реактивных снарядов М-30 (с 1944 года и БМ-31-12); в Гвардейских миномётных полках — реактивные системы БМ-13 («катюши»). До июля 1943 года личный состав занимался боевой и политической подготовкой.

### Боевой путь
В июле дивизия была включена в 5-й артиллерийский корпус прорыва и передана Западному фронту. В составе этого фронта (с 24 апреля 1944 года 3-й Белорусский) она действовала до конца войны. Первые залпы дивизия произвела во время артиллерийской подготовки 7 августа 1943 года по узлам обороны немецко-фашистских войск в Смоленской операции. В ходе этой операции дивизия во взаимодействии с другими артиллерийскими соединениями и частями поддерживала войска 33-й и 10-й армий при прорыве обороны противника в тактической и оперативной глубине, мощными залпами обеспечивала ввод в сражение 2-х эшелонов и подвижных соединений, а также отражение вражеских контратак.
В октябре — декабре 1943 года участвовала в наступлении войск Западного фронта на оршанском и витебском направлениях. Умело действовали гвардейцы-миномётчики летом 1944 года в Белорусской наступательной операции. Своим мощным и точным огнём они сокрушали сильно укреплённую оборону противника в полосах наступления 5-й и 11-й гвардейской армий на богушевском и оршанском направлениях, громили врага при форсировании с ходу войсками этих армий реках Березина и Неман, отражении контратак и контрударов и развитии наступления к границам Восточной Пруссии.
За отличие при овладении войсками 5-й армии города Ковно (Каунас) дивизия была удостоена почётного наименования «Ковенской» (12 августа 1944 года).
За образцовое выполнение заданий командования при вступлении в Восточную Пруссию и проявленные при этом её воинами доблесть и мужество награждена орденом Суворова 2-й степени (14 ноября 1944 года).
В Восточно-Прусской наступательной операции 1945 года дивизия совместно с другими соединениями 5-го артиллерийского корпуса участвовала в прорыве сильно укреплённых оборонительных рубежей на инстербургском направлении, в уничтожении группировки противника южнее Кёнигсберга (Калининград), штурме города и крепости Кёнигсберг. В апреле 1945 года её части участвовали в ликвидации группировки на Земландском полуострове. За умелое выполнение заданий командования при прорыве обороны противника в Восточной Пруссии и проявленные при этом личным составом мужество и отвагу, дивизия была награждена орденом Красного Знамени (19 февр. 1945),
За образцовые действия при овладении советскими войсками г. Хайлигенбайль (Мамоново) — орденом Кутузова 2-й степени (26 апреля 1945 года).
За ратные подвиги около 4 тысяч воинов дивизии были награждены орденами в медалями.

## Состав
В её состав вошли управление, 317, 325, 326, 328-й гвардейские миномётные полки, 26-я и 27-я тяжёлые гвардейские миномётные бригады. В последующем состав дивизии неоднократно изменялся.

## В составе
В составе войск 3-го Белорусского фронта.

## Командиры
С момента формирования и до конца войны дивизией командовал полковник, с 1.3.1943 генерал-майор артиллерии Герой Советского Союза (7.04.1940)  Казбек Дрисович Карсанов. 
начальник штаба подполковник Горохов Михаил Петрович (с 2.1943, с 8.1943 — ком-р 95 ГМП), подполковник Бирюков Григорий Федорович (с 9.1943, в 8.1945 — ком-р 99 ГМП);
нач. опер. отд штаба майор Лепихов Иван Дмитриевич (с 1.1945, в 10.1945 — НШ 317 ГМП);

## Награды и наименования
| Награда (наименование)            | Дата       | За что получена |
| --------------------------------- | ---------- | --- |
| Советская гвардия                 | 1943 г.    | гвардейская при сформировании |
| почётное наименование «Ковенская» | 12.08.1944 | За отличие в боях при освобождении г. Ковно дивизии присвоено почётное наименование «Ковенской»                                                                                            |
| Орден Красного Знамени            | 19.02.1945 | За умелое выполнение заданий командования при прорыве обороны противника в Восточной Пруссии и проявленные при этом личным составом мужество и отвагу, награждена орденом Красного Знамени |
| Орден Суворова II степени         | 14.02.1944 | За образцовое выполнение заданий командования при вступлении в Восточную Пруссию и проявленные при этом её воинами доблесть и мужество награждена орденом Суворова 2-й степени             |
| Орден Кутузова II степени         | 26.04.1945 | за образцовые действия при овладении советскими войсками г. Хайлигенбайль (Мамонов) - орденом Кутузова 2-й степени                                                                         |

## Отличившиеся воины
За героизм, проявленные в боях , около 4 тысяч воинов дивизии награждены орденами и медалями